# Lana Parrilla
Lana Maria Parrilla (Brooklyn, Nova York, 15 de juliol de 1977) és una actriu estatunidenca d'ascendència porto-riquenya, coneguda pels seus papers a Spin City, Boomtown, Swingtown o Miami Medical. Actualment, encarna a la Reina Malvada i a Regina Mills a la sèrie d'ABC, Once Upon a Time.

## Biografia
El seu pare, el porto-riqueny Sam Parrilla, fou jugador de beisbol professional, jugador del Philadelhia Phillies, a principi dels setanta.

## Carrera
Lana Parrilla ha actuat en diverses pel·lícules, entre elles Very Mean Men (2000), Spiders (2000) i Replicant (2001). Va fer la seva primera aparició a televisió quando es va unir al repartiment de Spin City, l'any 2000, donant vida durant una temporada a Angie Ordonez.
Més tard, el 2002, es va unir amb Donnie Wahlberh i Neal McDonough a la sèrie Boomtown, interpretant durant dues temporades a Teresa.
Posteriorment ha intervingut en sèries com JAG, NYPD Blue, Six Feet Under, 24, Lost i Medium, així mateix va formar part del repartiment de dues sèries de poca duració, Swingtown i Miami Medical.
L'any 2011 es va unir al repartiment de la sèrie Once Upon a Time on interpreta a la Reina Malvada i a Regina Mills.

## Filmografia

### Cinema
| Any  | Títol                              | Paper        | Notes |
| ---- | ---------------------------------- | ------------ | ----- |
| 2000 | Very Mean Men                      | Teresa       |       |
| 2000 | Spiders                            | Marci Eyre   |       |
| 2001 | Replicant                          | Marci        |       |
| 2003 | Frozen Stars                       | Lisa Vasquez |       |
| 2005 | One Last Ride                      | Antoinette   |       |
| 2008 | The Double Life of Eleanor Kendall | Nellie       |       |

### Televisió
| Any       | Títol            | Paper                         | Notes                                                               |
| --------- | ---------------- | ----------------------------- | ------------------------------------------------------------------- |
| 1999      | Grown Ups        | Cambrera                      | 2 episodis                                                          |
| 2000–2001 | Spin City        | Angie Ordonez                 | 21 episodis; Repartiment principal                                  |
| 2002      | JAG              | Tinent Stephanie Donato       | 1 episodi                                                           |
| 2002      | Vic Mackey       | Sedona Tellez                 | 1 episodi                                                           |
| 2002–2003 | Boomtown         | Teresa Ortiz                  | 24 episodis; Repartiment principal                                  |
| 2004      | NYPD Blue        | Oficial Janet Grafton         | 3 episodis                                                          |
| 2004      | Six Feet Under   | Maile                         | 2 episodis                                                          |
| 2005      | 24               | Sarah Gavin                   | 12 episodis; Recurrent, més tard ascendeix al repartiment principal |
| 2006      | Windfall         | Nina Schaefer                 | 13 episodis; Repartiment principal                                  |
| 2006      | Lost             | Greta                         | 2 episodis                                                          |
| 2008      | Swingtown        | Trina Decker                  | 13 episodis                                                         |
| 2010      | Miami Medical    | Dr. Eva Zambrano              | 13 episodis; Repartiment principal                                  |
| 2010      | Covert Affairs   | Julia Suarez                  | 1 episodi                                                           |
| 2010      | Medium           | Lydia Halstrom                | 1 episodi                                                           |
| 2010      | The Defenders    | Betty                         | 1 episodi                                                           |
| 2011      | Chase            | Isabella                      | 1 episodi                                                           |
| 2011-2018 | Once Upon a Time | La Reina Malvada/Regina Mills | Repartiment principal                                               |